# غار خرفخانه
غار خرفخانه مربوط به دوران فرادیرینه‌سنگی است و در شهرستان ممسنی، بخش مرکزی، دهستان فهلیان، ۷۵۰ متری روستای شاکی واقع شده و این اثر در تاریخ ۳۰ بهمن ۱۳۸۶ با شمارهٔ ثبت ۲۰۸۵۰ به‌عنوان یکی از آثار ملی ایران به ثبت رسیده است.